# 贝蒂娃娃
贝蒂娃娃（英語：Betty Boop）是由美国动画师马克思·弗莱舍在与动画师格里姆·纳特威克等人的协助下，共同创造的一个动画人物。她最早出现在20世纪30年代的“Talkartoon”和“贝蒂娃娃”系列电影里，由弗莱舍工作室出品、派拉蒙电影公司发行。角色繪製時暗喻的對象為當時的歌手Helen Kane，不過卻是以同期歌手Clara Bow的模樣去繪製，一開始的構想，貝蒂娃娃就是一個性感的標誌。
貝蒂娃娃最早登場，是在1930 年《Talkartoons》卡通秀的第 7 集《Dizzy Dishes》，當時的她是一隻擬人化的法國貴賓犬（狗頭人身），直到1932 年第 31 集的《Any Rags》，貝蒂娃娃才定調為人類，她的耳朵變成耳環，狗鼻則成了如肚臍眼一樣小巧的鼻子，而在劇中她的男朋友，是一個叫比波（Bimbo）的黑色小狗，這時期的貝蒂娃娃通常飾演落難少女。
在那個年代很多不同公司的卡通人物常常會出現在同一集故事中，例如貝蒂娃娃的卡通能見到大力水手與米老鼠等角色同台出現。
此外，貝蒂娃娃在演出不同的卡通配角時，偶爾會使用像是「Nancy Lee」或「Nan McGrew」等名字，這些是源自真人電影《Dangerous Nan McGrew》中，Helen Kane 飾演的女主角名字。
1932 年 7 月《Talkartoons》停播，同一年貝蒂娃娃有了自己的專屬卡通：《The Queen of the Animated Screen》，也令貝蒂娃娃的知名度大開。
到20世紀中葉，與其她1930年代同期的卡通人物而言，貝蒂娃娃品牌稍微低調了些。
隨後到了 80 年代，貝蒂娃娃性感又甜美的形象，與流行時尚一拍即合，周邊商品開始變得有人氣，甚至超越了過去在電視上的表現，讓許多人沒注意到她原本是個卡通角色。
而她最近一次復出影壇是在 1988 年的經典電影《威探闖通關》（Who Framed Roger Rabbit）。
目前仍可在Youtube上見到早年卡通版本，尤其可留意1931年之前的貝蒂娃娃明顯是一條狗，有著長長的垂耳。造型與後來有很大的不同。